# Brian Orosco
Brian Ezequiel Orosco (Mendoza, 28 febbraio 1998) è un calciatore argentino, centrocampista dell'Estudiantes (RC) in prestito dall'Estudiantes (LP).

## Carriera
Ha trascorso la prima parte della sua carriera nelle serie inferiori del campionato argentino. Il 13 agosto 2020 viene acquistato dai greci dell'Asteras Tripolīs, con cui però gioca solo due incontri di campionato. Al termine della stagione ritorna in patria tra le file del Deportivo Morón, in seconda divisione. Poco prima dell'inizio della stagione 2022, si trasferisce all'Estudiantes (LP), in massima serie, con cui debutta anche nella Coppa Libertadores.

## Statistiche

### Presenze e reti nei club
Statistiche aggiornate al 26 giugno 2022.
| Stagione        | Squadra          | Campionato      | Campionato | Campionato | Coppe nazionali | Coppe nazionali | Coppe nazionali | Coppe continentali | Coppe continentali | Coppe continentali | Altre coppe | Altre coppe | Altre coppe | Totale | Totale |
| Stagione        | Squadra          | Comp            | Pres       | Reti       | Comp            | Pres            | Reti            | Comp               | Pres               | Reti               | Comp        | Pres        | Reti        | Pres   | Reti   |
| --------------- | ---------------- | --------------- | ---------- | ---------- | --------------- | --------------- | --------------- | ------------------ | ------------------ | ------------------ | ----------- | ----------- | ----------- | ------ | ------ |
| 2015            | CAI              | TFA             | 6          | 0          |                 | -               | -               |                    | -                  | -                  |             | -           | -           | 6      | 0      |
| 2018-2019       | Guillermo Brown  | PN              | 0          | 0          | CA              | 1               | 0               |                    | -                  | -                  |             | -           | -           | 1      | 0      |
| 2019-2020       | Villa Dálmine    | PN              | 15         | 3          |                 | -               | -               |                    | -                  | -                  |             | -           | -           | 15     | 3      |
| 2020-2021       | Asteras Tripolīs | SL              | 2          | 0          | CG              | 0               | 0               |                    | -                  | -                  |             | -           | -           | 2      | 0      |
| 2021            | Deportivo Morón  | PN              | 16         | 2          |                 | -               | -               |                    | -                  | -                  |             | -           | -           | 16     | 2      |
| 2022            | Estudiantes (LP) | PD              | 4          | 0          | CA+CdL          | 1+6             | 1+1             | CL                 | 4                  | 0                  |             | -           | -           | 15     | 2      |
| Totale carriera | Totale carriera  | Totale carriera | 43         | 5          |                 | 8               | 2               |                    | 4                  | 0                  |             | -           | -           | 55     | 7      |

## Palmarès

### Competizioni nazionali
- Supercoppa di Lettonia: 1

Riga FC: 2024